# Ferdinand von Schirach
Ferdinand von Schirach, född 1964 i München i Tyskland, är en tysk författare och advokat.
Ferdinand von Schirach, som växte upp i Trossingen i Baden-Württemberg, tillhör den sorbiska (västslaviska) familjen von Schirach, och hans föräldrar var affärsmannen Robert von Schirach (1938–1980) och dennes hustru Elke, född Fähndrich. Han är därmed sonson till Baldur von Schirach.
Ferdinand von studerade juridik i Bonn och utbildade sig till advokat i Köln, därefter har han arbetat som brottmålsadvokat i Berlin. von Schirach debuterade som kriminalförfattare 2009 när han gav ut en samling noveller baserade på verkliga fall från hans egen advokatbyrå. Flera av Ferdinand von Schirachs böcker har filmats och han har också skrivit manus till teaterpjäser.